# Olympische Sommerspiele 1968/Leichtathletik – Speerwurf (Frauen)
Der Speerwurf der Frauen bei den Olympischen Spielen 1968 in Mexiko-Stadt wurde am 14. Oktober 1968 im Estadio Olímpico Universitario ausgetragen. 16 Athletinnen nahmen teil.
Olympiasiegerin wurde die Ungarin Angéla Németh, die nach ihrer Heirat als Angéla Ránky an den Start ging. Sie gewann vor der Rumänin Mihaela Peneș und der Österreicherin Eva Janko.
Für die BR Deutschland – offiziell Deutschland – startete Ameli Koloska, die Platz sieben erreichte.

Neben Medaillengewinnerin Janko nahm auch die Österreicherin Erika Strasser teil. Ihr gelang kein gültiger Versuch.

Athletinnen aus der DDR (offiziell Ostdeutschland), der Schweiz und Liechtenstein nahmen nicht teil.

## Bestehende Rekorde
| Weltrekord         | 62,40 m | Jelena Gortschakowa ( Sowjetunion) | Qualifikation OS Tokio, Japan | 16. Oktober 1964 |
| Olympischer Rekord | 62,40 m | Jelena Gortschakowa ( Sowjetunion) | Qualifikation OS Tokio, Japan | 16. Oktober 1964 |

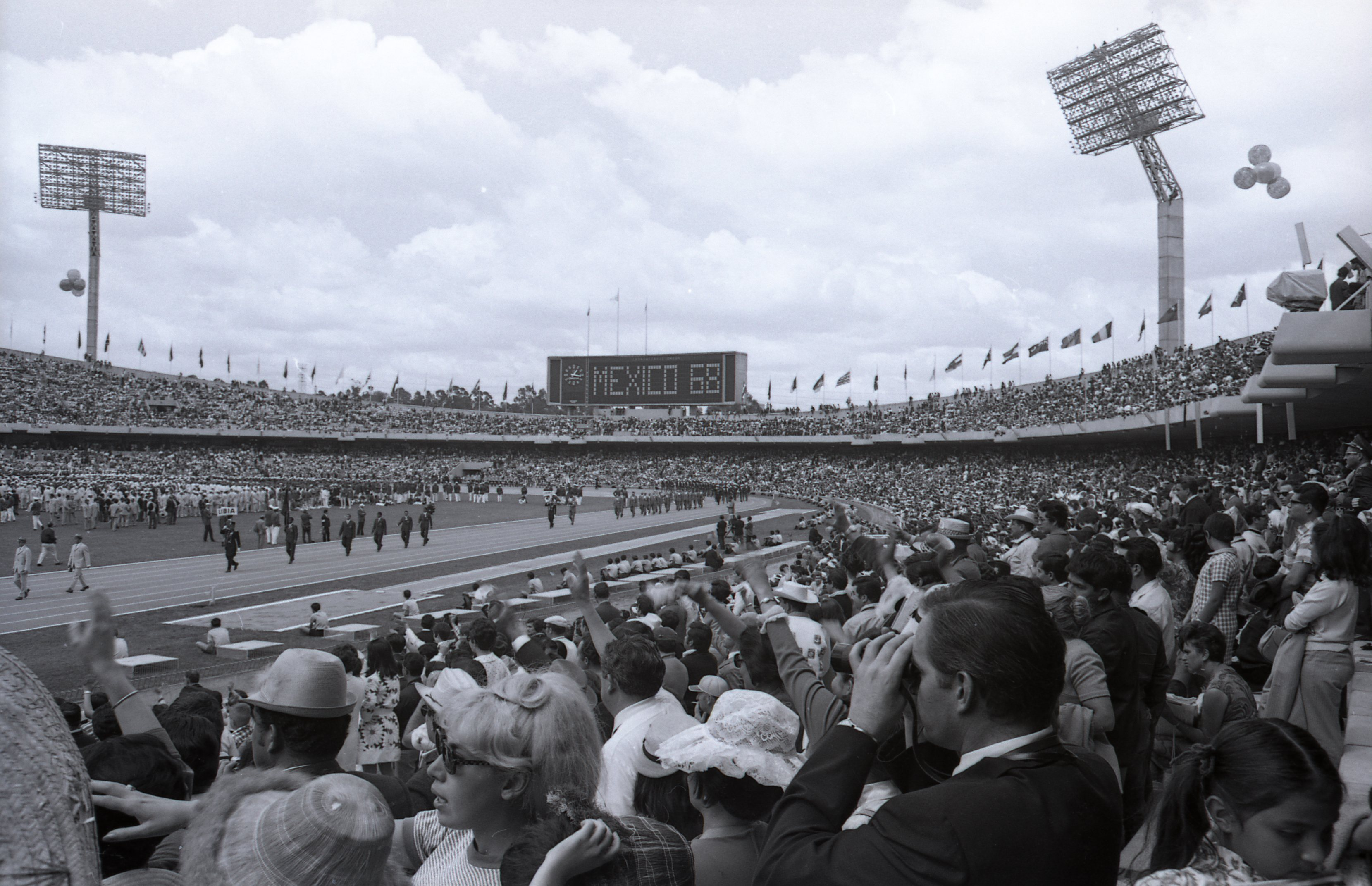
Das Olympiastadion während der Eröffnungsfeier 1968

Der bestehende olympische Rekord, gleichzeitig Weltrekord, wurde bei diesen Spielen nicht erreicht. Die ungarische Olympiasiegerin Angéla Németh verfehlte den Rekord mit ihrem besten Wurf um 2,04 m.

## Durchführung des Wettbewerbs
Die Athletinnen traten am 14. Oktober um 15:30 Uhr (Ortszeit Mexiko-Stadt (UTC −6) zum Wettkampf an. Aufgrund der geringen Zahl der Teilnehmerinnen wurde auf eine Qualifikationsrunde verzichtet. Jede Werferin hatte zunächst drei Versuche. Erstmals konnten die besten acht – und nicht wie bis 1964 die besten sechs – Athletinnen anschließend drei weitere Würfe durchführen.

## Legende
Kurze Übersicht zur Bedeutung der Symbolik – so üblicherweise auch in sonstigen Veröffentlichungen verwendet:
| x | ungültig |

## Finale
Datum: 14. Oktober 1968, 15:30 Uhr
| Platz | Name              | Nation         | 1. Versuch | 2. Versuch | 3. Versuch | 4. Versuch                                  | 5. Versuch                                  | 6. Versuch                                  | Endresultat |  |
| ----- | ----------------- | -------------- | ---------- | ---------- | ---------- | ------------------------------------------- | ------------------------------------------- | ------------------------------------------- | ----------- |  |
| 1     | Angéla Németh     | Ungarn         | 57,66 m    | 60,36 m    | 55,56 m    | 57,54 m                                     | x                                           | 53,30 m                                     | 60,36 m     |  |
| 2     | Mihaela Peneș     | Rumänien       | 59,92 m    | 54,68 m    | x          | 51,40 m                                     | 58,36 m                                     | x                                           | 59,92 m     |  |
| 3     | Eva Janko         | Österreich     | 54,60 m    | x          | x          | 46,44 m                                     | 46,24 m                                     | 58,04 m                                     | 58,04 m     |  |
| 4     | Márta Rudas       | Ungarn         | 56,38 m    | x          | x          | 51,60 m                                     | x                                           | 52,68 m                                     | 56,38 m     |  |
| 5     | Daniela Jaworska  | Polen          | 55,78 m    | 56,06 m    | 52,34 m    | 51,88 m                                     | x                                           | 53,20 m                                     | 56,06 m     |  |
| 6     | Nataša Urbančič   | Jugoslawien    | 53,80 m    | x          | 55,42 m    | x                                           | x                                           | -                                           | 55,42 m     |  |
| 7     | Ameli Koloska     | BR Deutschland | 53,54 m    | 54,08 m    | x          | 54,00 m                                     | 55,20 m                                     | x                                           | 55,20 m     |  |
| 8     | Kaisa Launela     | Finnland       | 53,96 m    | 51,44 m    | x          | x                                           | x                                           | x                                           | 53,96 m     |  |
|       |                   |                |            |            |            |                                             |                                             |                                             |             |  |
| 9     | Barbara Friedrich | USA            | 53,44 m    | 51,00 m    | 52,16 m    | nicht im Finale der besten acht Werferinnen | nicht im Finale der besten acht Werferinnen | nicht im Finale der besten acht Werferinnen | 53,44 m     |  |
| 10    | Lidija Tsimosch   | Sowjetunion    | x          | x          | 53,40 m    | nicht im Finale der besten acht Werferinnen | nicht im Finale der besten acht Werferinnen | nicht im Finale der besten acht Werferinnen | 53,40 m     |  |
| 11    | RaNae Bair        | USA            | 49,54 m    | 48,08 m    | 53,14 m    | nicht im Finale der besten acht Werferinnen | nicht im Finale der besten acht Werferinnen | nicht im Finale der besten acht Werferinnen | 53,14 m     |  |
| 12    | Lucyna Krawcewicz | Polen          | 51,54 m    | x          | x          | nicht im Finale der besten acht Werferinnen | nicht im Finale der besten acht Werferinnen | nicht im Finale der besten acht Werferinnen | 51,54 m     |  |
| 13    | Jay Dahlgren      | Kanada         | 51,34 m    | 51,10 m    | 48,04 m    | nicht im Finale der besten acht Werferinnen | nicht im Finale der besten acht Werferinnen | nicht im Finale der besten acht Werferinnen | 51,34 m     |  |
| 14    | Walentina Ewert   | Sowjetunion    | x          | 51,16 m    | x          | nicht im Finale der besten acht Werferinnen | nicht im Finale der besten acht Werferinnen | nicht im Finale der besten acht Werferinnen | 51,16 m     |  |
| 15    | Sue Platt         | Großbritannien | x          | 44,94 m    | 48,52 m    | nicht im Finale der besten acht Werferinnen | nicht im Finale der besten acht Werferinnen | nicht im Finale der besten acht Werferinnen | 48,52 m     |  |
| NM    | Erika Strasser    | Österreich     | x          | x          | x          | nicht im Finale der besten acht Werferinnen | nicht im Finale der besten acht Werferinnen | nicht im Finale der besten acht Werferinnen | ogV         |  |

Im Speerwurf der Frauen gab es keine ausgesprochene Favoritin. Die Olympiasiegerin von 1964, Mihaela Peneș, war bei den Europameisterschaften 1966 Zweite geworden. Europameisterin Marion Lüttge aus der DDR war hier in Mexiko-Stadt nicht am Start. Die 60-Meter-Marke wurde nach wie vor nur von wenigen Werferinnen erreicht oder übertroffen.
Zunächst ging Peneș mit ihrem ersten Wurf auf 59,92 m in Führung. Sie lag damit gut zwei Meter vor der Ungarin Angéla Németh. Es folgten Némeths Landsfrau Márta Rudas und die Polin Daniela Jaworska. In Runde zwei übertraf Németh die 60-Meter-Marke und setzte sich an die Spitze vor Peneș, Rudas und Jaworska blieben auf den Plätzen drei und vier. Bis zum fünften Versuch änderte sich nichts an dieser Reihenfolge. Im letzten Durchgang verbesserte sich die Österreicherin Eva Janko um dreieinhalb Meter und kletterte vom achten auf den dritten Platz. Damit waren die Medaillen vergeben, neue Rekorde gab es nicht.
Angéla Németh errang den ersten ungarischen Olympiasieg im Speerwurf der Frauen.

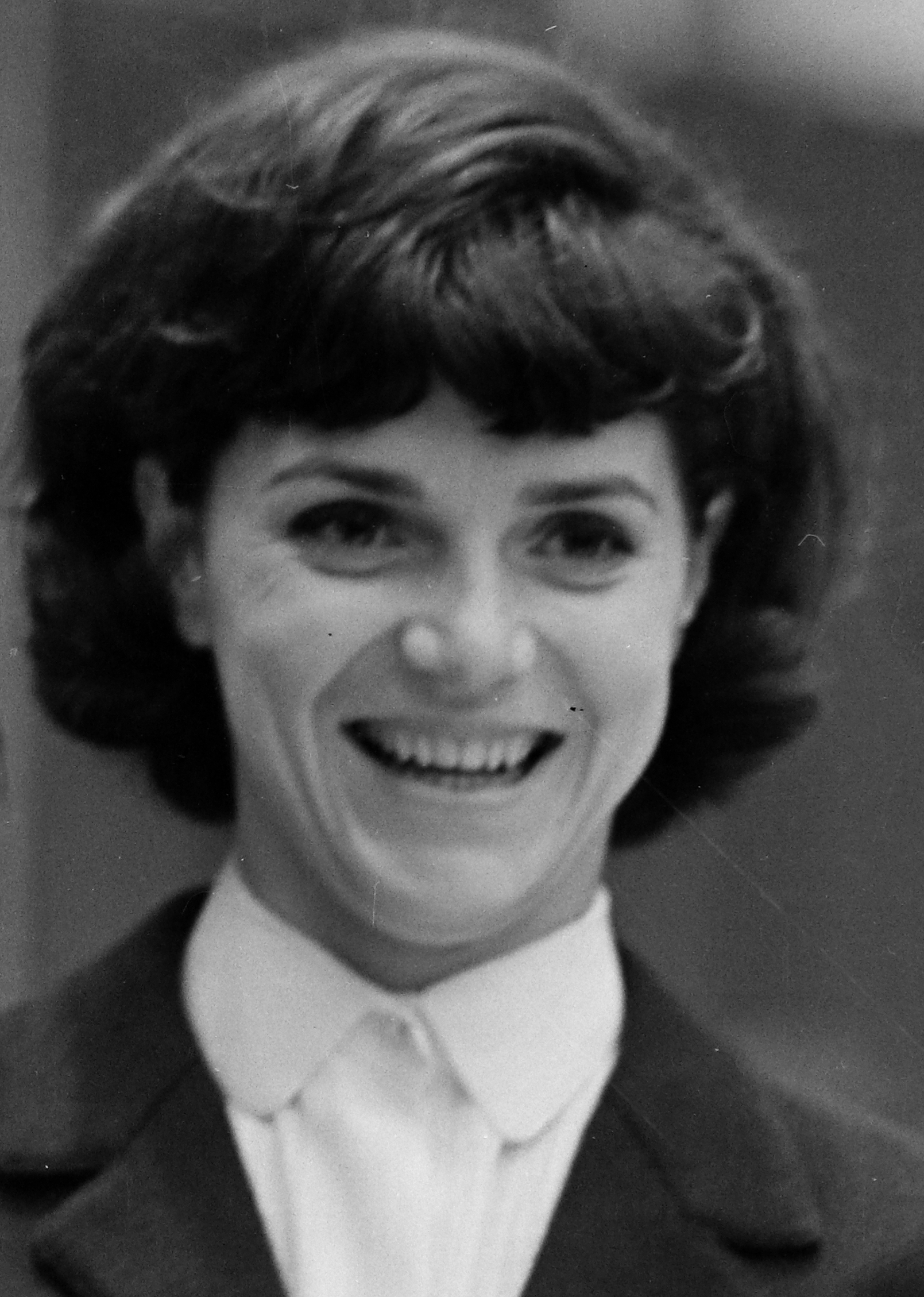
Olympiasiegerin wurde Angéla Németh, spätere Angéla Ránky
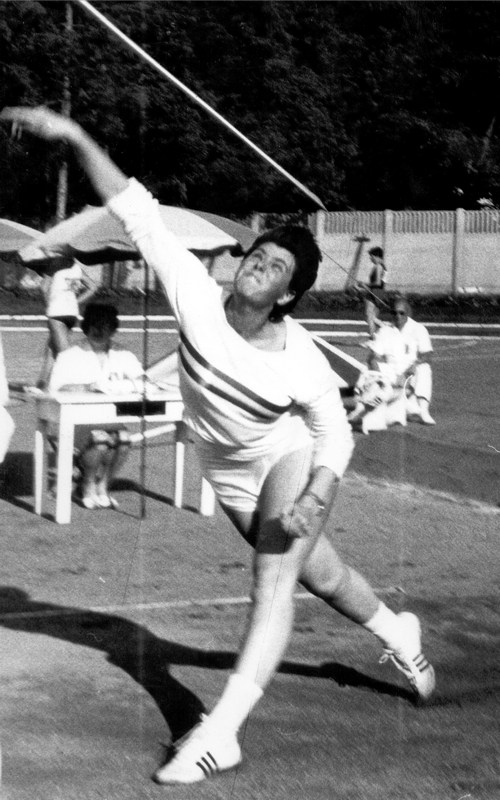
Silber gab es diesmal für die Olympiasiegerin von 1964 Mihaela Peneș
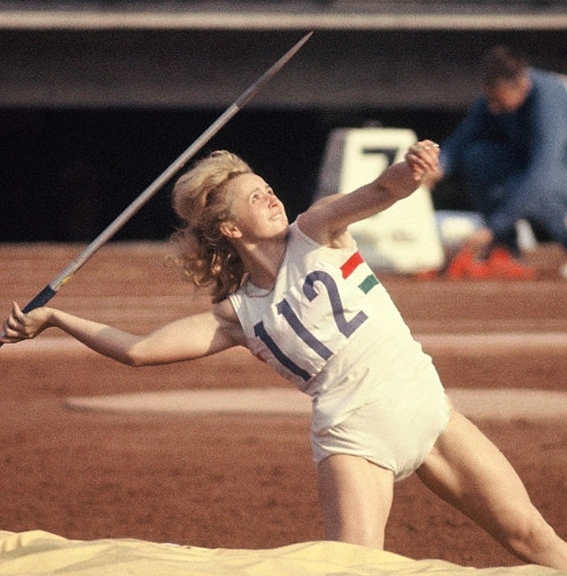
Die Bronzemedaillengewinner von 1964 Márta Rudas wurde diesmal Vierte
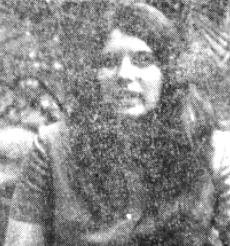
Nataša Urbančič belegte Rang sechs

## Video
- Eva Janko (Austria) Javelin 58.04 meters Mexico Olympics 1968 (Bronze Medal), youtube.com, abgerufen am 25. September 2021